# Call of Duty
Call of Duty je série stříleček z pohledu první osoby, které vydává společnost Activision. Série začala vycházet v roce 2003 a zprvu se zaměřovala na hry odehrávající se během druhé světové války. Postupem času se v ní začaly objevovat také hry zasazené do období studené války, futuristických světů a vesmíru. Hry nejprve vyvíjelo studio Infinity Ward, poté se k němu přidal Treyarch a Sledgehammer Games. V sérii vyšlo také několik spin-offů a her pro kapesní zařízení z produkce dalších vývojářů. Zatím posledním dílem v sérii je Call of Duty: Black Ops 6, jenž byl vydán 25. října 2024.
Série se zpočátku zaměřovala na události druhé světové války; první (2003) a druhý (2005) díl vyvinulo studio Infinity Ward a třetí (2006) studio Treyarch. Hra Call of Duty 4: Modern Warfare (2007) se jako první v sérii odehrávala v moderní době a dala vzniku podsérii zvané Modern Warfare. Úspěch hry vedl k vytvoření remasterované verze, jež vyšla v roce 2016. Vydání se dočkala dvě pokračování Modern Warfare 2 (2009) a Modern Warfare 3 (2011). V roce 2019 byl vydán reboot série se stejným jménem Modern Warfare, který byl v roce 2022 následován dílem Modern Warfare II. Studio Infinity Ward vyvinulo také další dvě hry mimo podsérii Modern Warfare, a to Ghosts (2013) a Infinite Warfare (2016). Studio Treyarch vyvinulo jednu z posledních her z období druhé světové války, World at War (2008), a následně vytvořilo hru Black Ops (2010) a vlastní podsérii Black Ops. Postupně byly vydány díly Black Ops II (2012), Black Ops III (2015), Black Ops 4 (2018) a Cold War (2020), přičemž na vývoji posledního z nich se podílelo také studio Raven Software. Tři tituly vyvinulo také studio Sledgehammer Games, jež pomáhalo s vývojem hry Modern Warfare 3; jsou jimi Advanced Warfare (2014), WWII (2017) a Vanguard (2021).
K dubnu 2021 bylo v sérii prodáno více než 400 milionů kusů her. Dle Guinnessovy knihy rekordů se tak jedná o nejprodávanější sérii stříleček z pohledu první osoby. Jedná se také o nejúspěšnější herní sérii vytvořenou ve Spojených státech a čtvrtou nejprodávanější herní sérii všech dob.

## Hlavní hry
| Název                            | Rok vydání | Platformy | Vývojář                                            |
| -------------------------------- | ---------- | --- | -------------------------------------------------- |
| Call of Duty                     | 2003       | Microsoft Windows, macOS, N-Gage, PlayStation 3, Xbox 360                                                                | Infinity Ward                                      |
| Call of Duty 2                   | 2005       | Microsoft Windows, macOS, Xbox 360, J2ME                                                                                 | Infinity Ward                                      |
| Call of Duty 3                   | 2006       | PlayStation 2, PlayStation 3, Wii, Xbox, Xbox 360, J2ME                                                                  | Treyarch                                           |
| Call of Duty 4: Modern Warfare   | 2007       | Microsoft Windows, macOS, Nintendo DS, PlayStation 3, PlayStation 4 (remaster), Wii, Xbox 360, Xbox One (remaster), J2ME | Infinity Ward (původní), Raven Software (remaster) |
| Call of Duty: World at War       | 2008       | Microsoft Windows, Nintendo DS, PlayStation 3, Wii, Xbox 360, Windows Mobile, J2ME                                       | Treyarch                                           |
| Call of Duty: Modern Warfare 2   | 2009       | Microsoft Windows, macOS, Nintendo DS, PlayStation 3, Xbox 360                                                           | Infinity Ward (původní), Beenox (remaster)         |
| Call of Duty: Black Ops          | 2010       | Microsoft Windows, macOS, Nintendo DS, PlayStation 3, Wii, Xbox 360, J2ME                                                | Treyarch                                           |
| Call of Duty: Modern Warfare 3   | 2011       | Microsoft Windows, macOS, Nintendo DS, PlayStation 3, Wii, X360                                                          | Infinity Ward, Sledgehammer Games                  |
| Call of Duty: Black Ops II       | 2012       | Microsoft Windows, PlayStation 3, Wii U, Xbox 360                                                                        | Treyarch                                           |
| Call of Duty: Ghosts             | 2013       | Microsoft Windows, PlayStation 3, PlayStation 4, Wii U, Xbox 360, Xbox One                                               | Infinity Ward                                      |
| Call of Duty: Advanced Warfare   | 2014       | Microsoft Windows, PlayStation 3, PlayStation 4, Xbox 360, Xbox One                                                      | Sledgehammer Games                                 |
| Call of Duty: Black Ops III      | 2015       | Microsoft Windows, macOS, PlayStation 3, PlayStation 4, Xbox 360, Xbox One                                               | Treyarch                                           |
| Call of Duty: Infinite Warfare   | 2016       | Microsoft Windows, PlayStation 4, Xbox One                                                                               | Infinity Ward                                      |
| Call of Duty: WWII               | 2017       | Microsoft Windows, PlayStation 4, Xbox One                                                                               | Sledgehammer Games                                 |
| Call of Duty: Black Ops 4        | 2018       | Microsoft Windows, PlayStation 4, Xbox One                                                                               | Treyarch                                           |
| Call of Duty: Modern Warfare     | 2019       | Microsoft Windows, PlayStation 4, Xbox One                                                                               | Infinity Ward                                      |
| Call of Duty: Black Ops Cold War | 2020       | Microsoft Windows, PlayStation 4, PlayStation 5, Xbox One, Xbox Series X/S                                               | Treyarch, Raven Software                           |
| Call of Duty: Vanguard           | 2021       | Microsoft Windows, PlayStation 4, PlayStation 5, Xbox One, Xbox Series X/S                                               | Sledgehammer Games                                 |
| Call of Duty: Modern Warfare II  | 2022       | Microsoft Windows, PlayStation 4, PlayStation 5, Xbox One, Xbox Series X/S                                               | Infinity Ward                                      |
| Call of Duty: Modern Warfare III | 2023       | Microsoft Windows, PlayStation 4, PlayStation 5, Xbox One, Xbox Series X/S                                               | Sledgehammer Games                                 |
| Call of Duty: Black Ops 6        | 2024       | Microsoft Windows, PlayStation 4, PlayStation 5, Xbox One, Xbox Series X/S                                               | Treyarch, Raven Software                           |

### Druhá světová válka

#### Call of Duty(2003)
Call of Duty je střílečka z pohledu první osoby, kterou vyvinulo studio Infinity Ward za pomoci enginu id Tech 3. Vydala ji společnost Activision dne 29. října 2003. Hra se odehrává během druhé světové války a její příběh sleduje americké a britské výsadkáře a příslušníky Rudé armády. Ke hře vyšel také datadisk Call of Duty: United Offensive, jejž vyvinulo studio Gray Matter Interactive ve spolupráci s Pi Studios a produkoval Activision. V květnu 2004 vydala společnost Aspyr Media verzi hry pro Mac OS X. Vznikla též verze pro mobilní zařízení N-Gage, kterou vytvořila společnost Nokia a vydal Activision. Dne 22. září 2006 byla pro osobní počítače vydána kolekce Call of Duty: War Chest, jež obsahovala hry Call of Duty, United Offensive a Call of Duty 2. Od 12. listopadu 2007 je možné hry ze série Call of Duty zakoupit prostřednictvím služby Steam společnosti Valve.

#### Call of Duty 2(2005)
Call of Duty 2 je pokračováním hry Call of Duty a je druhým dílem stejnojmenné série. Za jeho vývojem stojí studio Infinity Ward. Hra byla vydána společností Activision dne 25. října 2005 pro osobní počítače s Microsoft Windows a 15. listopadu téhož roku pro konzoli Xbox 360. Verzi hry pro Mac OS X vydala 13. června 2006 společnost Aspyr. Dále byly vytvořeny také verze pro mobilní telefony a Pocket PC. K listopadu 2013 bylo prodáno skoro 6 milionů kusů hry.
Příběh hry se odehrává během druhé světové války a hráč jej prožívá z pohledu vojáků ruské, britské a americké armády v podobě tří samostatných kampaní.

#### Call of Duty 3(2006)
Call of Duty 3 je třetím dílem série stříleček Call of Duty. Hru vyvinulo studio Treyarch a nikoliv Infinity Ward, které stojí za předešlými dvěma díly. Byla vydána 7. listopadu 2006 společností Activision pro konzole PlayStation 2, PlayStation 3, Wii, Xbox a Xbox 360. Příběh hry se odehrává na západní frontě druhé světové války, přesněji v roce 1944, a zaměřuje se na hlavní spojenecká tažení v Normandii. Hráč v ní má možnost hrát za příslušníky amerických a britských, ale i kanadských a polských jednotek.

#### Call of Duty: WWII(2017)
Call of Duty: WWII je čtrnáctým dílem série, který vyvinulo studio Sledgehammer Games. Byl celosvětově vydán 3. listopadu 2017 pro Microsoft Windows, PlayStation 4 a Xbox One. Hra je zasazena na evropském válčišti druhé světové války a zaměřuje se na jednotku 1. pěší divize a její účast na západní frontě, především během operace Overlord.

#### Call of Duty: Vanguard(2021)
Call of Duty: Vanguard je osmnáctým dílem série, za kterým stojí vývojářské studio Sledgehammer Games. Na režimu Zombies pracovalo studio Treyarch. Hra byla vydána 5. listopadu 2021 pro Microsoft Windows, PlayStation 4, PlayStation 5, Xbox One a Xbox Series X/S. Její příběh popisuje zrod speciálních jednotek, které musí během různých tažení na konci druhé světové války čelit nově vznikající hrozbě.

### SérieModern Warfare

#### Call of Duty 4: Modern Warfare(2007)
Call of Duty 4: Modern Warfare je čtvrtým dílem série a první hrou v časové linii Modern Warfare, jež není zasazena v období druhé světové války. Hra byla vyvinuta studiem Infinity Ward a vydána 5. listopadu 2007 v Severní Americe a 9. listopadu téhož roku v Evropě pro osobní počítače s Microsoft Windows a pro konzole Nintendo DS, PlayStation 3 a Xbox 360. Verze pro počítače se systémem Mac OS X byla vydána 26. září 2008 společností Aspyr. Ke květnu 2009 bylo prodáno více než 13 milionů kusů hry.

#### Call of Duty: Modern Warfare Remastered(2016)
Call of Duty: Modern Warfare Remastered je remasterovaná verze hry Call of Duty 4: Modern Warfare, která byla vydána společně s edicemi Legacy, Legacy Pro a Digital Deluxe hry Call of Duty: Infinite Warfare dne 4. listopadu 2016 pro PlayStation 4, Xbox One a osobní počítače. Později vyšla také samostatně, a to 27. června 2017 pro PlayStation 4 a 27. července 2017 pro Xbox One a PC. Hru vyvinulo studio Raven Software a Infinity Ward působilo jako výkonný producent.

#### Call of Duty: Modern Warfare 2(2009)
Call of Duty: Modern Warfare 2 je šestým dílem série a druhou hrou v časové linii Modern Warfare. Díl vyvinulo studio Infinity Ward a vydala společnost Activision. Activision Blizzard oznámil hru Modern Warfare 2 11. února 2009 a celosvětově ji vydal 10. listopadu téhož roku pro Microsoft Windows a konzole Xbox 360, PlayStation 3. Souběžně s touto hrou a portem původního dílu Call of Duty: Modern Warfare pro Wii byla vydána i verze hry pro konzoli Nintendo DS s názvem Call of Duty: Modern Warfare – Mobilized. Modern Warfare 2 je přímým pokračováním Call of Duty 4; odehrává se pět let po první hře a vrací se v něm několik postav včetně kapitána Price a „Soapa“ MacTavishe.

#### Call of Duty: Modern Warfare 3(2011)
Call of Duty: Modern Warfare 3 je osmým dílem série a třetí hrou v časové linii Modern Warfare. Kvůli právnímu sporu mezi vydavatelem hry, společností Activision, a bývalými spoluvedoucími pracovníky studia Infinity Ward, který zapříčinil propouštění zaměstnanců a řadu odchodů ze studia, pomáhaly s vývojem hry také studia Sledgehammer Games a Raven Software, jež provedlo kosmetické změny v menu hry. Hra byla ve vývoji pouhé dva týdny po vydání dílu Call of Duty: Modern Warfare 2. Studio Sledgehammer usilovalo o to, aby se jednalo o první díl série Call of Duty „bez bugů“, a stanovilo si za cíl získat na recenzní stránce Metacritic hodnocení vyšší než 95 bodů. Call of Duty: Modern Warfare 3 vyšlo celosvětově 8. listopadu 2011 pro Microsoft Windows, PlayStation 3 a Xbox 360.
Příběh hry navazuje na konec Call of Duty: Modern Warfare 2 a pokračuje ve fiktivní bitvě mezi Spojenými státy a Ruskem, jež přerůstá ve třetí světovou válkou mezi členy Severoatlantické aliance a ultranacionalistickým Ruskem.

#### Call of Duty: Modern Warfare(2019)
Call of Duty: Modern Warfare je šestnáctým dílem série Call of Duty a zároveň rebootem série Modern Warfare. Hra byla vyvinuta studiem Infinity Ward. Příběh je popisován jako temnější a realističtější než předchozí hry Call of Duty. Reboot se odehrává v časové linii Black Ops, a to odděleně od ostatních her Modern Warfare, vracejí se v něm však fanouškům známé postavy jako kapitán Price, Soap MacTavish a další. Modern Warfare bylo odhaleno 30. května 2019 a vydáno 25. října téhož roku pro Microsoft Windows, PlayStation 4 a Xbox One.
V rámci hry Call of Duty: Modern Warfare byl v březnu 2020 vydán druhý battle royale díl série Call of Duty zvaný Call of Duty: Warzone. Jedná se o free-to-play titul, který během prvního měsíce po vydání přesáhl počet 50 milionů hráčů.

#### Call of Duty: Modern Warfare II(2022)
Call of Duty: Modern Warfare II je devatenáctým dílem série a pokračováním rebootu Call of Duty: Modern Warfare z roku 2019. Hru vyvinulo studio Infinity Ward, jež zároveň vytvořilo nový battle royale titul Call of Duty: Warzone zvaný Warzone 2.0. Společnost Activision odhalila oba dva tituly v únoru 2022 a v dubnu téhož roku byl odhalen název dílu, Modern Warfare II, a jeho logo. O měsíc později byl vydán první teaser a 2. června hraný trailer s jednotkou Task Force 141, ve kterém mimo jiné účinkovala ikonická postava Simona „Ghost“ Rileyho. Dne 8. června byl zveřejněn první trailer s ukázkou z hraní kampaně. Modern Warfare II bylo vydáno 28. října 2022 pro osobní počítače s Microsoft Windows a herní konzole PlayStation 4, PlayStation 5, Xbox One a Xbox Series X/S.

### Příběhový obloukBlack Ops

#### Call of Duty: World at War(2008)
Call of Duty: World at War je pátým dílem sérii, který vyvinulo studio Treyarch. Byl vydán po hře Modern Warfare a vrací se do období druhé světové války, a to do oblasti Tichomoří a na Východní frontu. Hra používá stejnou ale vylepšenou verzi herního enginu, který pohání předešlý díl. World at War bylo vydáno 11. listopadu 2008 v Severní Americe a 14. listopadu téhož roku v Evropě pro osobní počítače a konzole PlayStation 3, Wii, Xbox 360 a Nintendo DS. K červnu 2009 bylo prodáno více než 11 milionů kusů hry. Slouží jako prolog k další hře od Treyarchu, Black Ops, jež se odehrává ve stejném světě a sdílí postavy i příběhové odkazy.

#### Call of Duty: Black Ops(2010)
Call of Duty: Black Ops je sedmý díl série, jenž byl vydán 9. listopadu 2010 společností Activision. Jedná se o třetí hru z produkce studio Treyarch. Díl je jako první v sérii zasazen v období studené války a částečně se také odehrává během války ve Vietnamu. Black Ops původně vyšlo na platformách Microsoft Windows, Xbox 360 a PlayStation 3 a později také na konzolích Wii a Nintendo DS.

#### Call of Duty: Black Ops II(2012)
Call of Duty: Black Ops II je devátým dílem série, za kterým stojí studio Treyarch, a volným pokračováním původní hry Black Ops. Hra byla odhalena 1. května 2012 a vydána 12. listopadu téhož roku společností Activision. Black Ops II je první hrou v sérii, jež obsahuje technologie moderních válek a rozvětvenou kampaň s několika konci, na kterou mají vliv hráčova rozhodnutí.

#### Call of Duty: Black Ops III(2015)
Call of Duty: Black Ops III je dvanáctým dílem série; vyvinulo jej studio Treyarch a vydala společnost Activision dne 6. listopadu 2015.

#### Call of Duty: Black Ops 4(2018)
Call of Duty: Black Ops 4 je patnáctým dílem série, jehož vývoj měl na starosti Treyarch. Díl byl vydán 12. října 2018 společností Activision. Jedná se o první hru ze série Call of Duty, která upustila od tradiční kampaně pro jednoho hráče a zaměřila se pouze na aspekt hry pro více hráčů. Hra také představila vedle kooperativního režimu a zombie režimu zcela nový battle royale režim s názvem Blackout.

#### Call of Duty: Black Ops Cold War(2020)
Call of Duty: Black Ops Cold War je sedmnáctým dílem série Call of Duty. Vyvinul jej Treyarch ve spolupráci s Raven Software a vydal Activision dne 13. listopadu 2020. Hra se odehrává v 80. letech a zaměřuje se na sovětskou a americkou špionáž během studené války; je chronologicky zasazena mezi díly Call of Duty: Black Ops a Black Ops II.

### Samostatně stojící hry

#### Call of Duty: Ghosts(2013)
Call of Duty: Ghosts je desátým dílem série, za kterým stojí studio Infinity Ward. Díl byl vydán 5. listopadu 2013. Jedná se o první hru v sérii, jež byla vydána pro osmou generaci konzolí, tedy na PlayStation 4 a Xbox One.

#### Call of Duty: Advanced Warfare(2014)
Call of Duty: Advanced Warfare je jedenáctým dílem série, jehož tvorbu vedlo studio Sledgehammer Games ve spolupráci s Raven Software a High Moon Studios. Hra se dočkala vydání 4. listopadu 2014. Advanced Warfare se stalo první hrou v sérii, která obsahovala pokročilé pohybové mechaniky, jako je dvojitý skok (double jump) a klouzání (boost slide).

#### Call of Duty: Infinite Warfare(2016)
Call of Duty: Infinite Warfare je třináctým dílem série, který vyvinulo studio Infinity Ward. Hru vydala společnost Activision dne 4. listopadu 2016.

## Vedlejší hry

### Konzolové tituly

#### Call of Duty: Finest Hour
Call of Duty: Finest Hour je první konzolová hra v sérii Call of Duty, kterou vyvinulo studio Spark Unlimited pro systémy GameCube, PlayStation 2 a Xbox. Byla vydána v roce 2004. Verze hry pro PlayStation 2 a Xbox obsahují online režim pro více hráčů, jenž podporuje až 32 hráčů. Obsahují také nové herní módy.

#### Call of Duty 2: Big Red One
Call of Duty 2: Big Red One je spin-off hry Call of Duty 2 vyvinutý studiem Treyarch, jenž vychází z úspěchů americké 1. pěší divize během druhé světové války. Hra vyšla v roce 2005 na konzole GameCube, PlayStation 2 a Xbox.

#### Call of Duty: World at War – Final Fronts
Call of Duty: World at War – Final Fronts je adptací hry Call of Duty: World at War pro herní konzoli PlayStation 2. Vyvinulo ji studio Rebellion Developments a vydala společnost Activision v listopadu 2008. Hra obsahuje tři kampaně, ve kterých americké jednotky bojují v Tichomoří a v Ardenách a britské jednotky postupují u řeky Rýn směrem do Německa.

#### Call of Duty: The War Collection
Call of Duty: The War Collection je balíček her Call of Duty 2, Call of Duty 3 a Call of Duty: World at War. Byl vydán 1. června 2010 pro konzoli Xbox 360.

### Tituly pro kapesní konzole

#### Call of Duty: Roads to Victory
Call of Duty: Roads to Victory je spin-offem hry Call of Duty 3 pro kapesní konzoli PlayStation Portable.

#### Call of Duty: Modern Warfare – Mobilized
Call of Duty: Modern Warfare: Mobilized je doprovodná hra k titulu Modern Warfare 2 pro Nintendo DS z produkce studia n-Space. Hra se odehrává ve stejném prostředí jako hlavní titul, má však jiný příběh a objevují se v ní jiné postavy. V režimu kampaně hraje hráč za příslušníky speciálních jednotek SAS a mariňáky a snaží se najít jadernou zbraň.

#### Call of Duty: Black Ops DS
Call of Duty: Black Ops DS je doprovodná hra k titulu Black Ops pro Nintendo DS. Byla vyvinuta studiem n-Space a odehrává se ve stejném prostředí jako hlavní titul, má však jiný příběh a objevují se v ní jiné postavy.

#### Call of Duty: Black Ops – Declassified
Call of Duty: Black Ops: Declassified je hra ze série Call of Duty pro konzoli PlayStation Vita.

### Počítačové tituly

#### Call of Duty Online
Call of Duty Online byla online free-to-play hra pro Microsoft Windows. Od roku 2011 ji vyvíjela studia Activision Shanghai a Raven Software. Hra byla oficiálně oznámena v roce 2012 a spuštěna roku 2015 v Číně společností Tencent Games. Servery hry byly vypnuty 31. srpna 2021.

#### Call of Duty: Warzone
Call of Duty Warzone je online battle royale hra, kterou vyvinula studia Infinity Ward a Raven Software a vydala společnost Activision dne 10. března 2020 jako součást hry Modern Warfare (2019). Hra je také propojena s následnými díly Black Ops Cold War a Vanguard a dostává pravidelné aktualizace v podobě sezónního obsahu a nových map. Společnost Activision v následujících letech oznámila mobilní verzi hry a nový díl zvaný Warzone 2.0. Ten byl vydán krátce po hře Modern Warfare II dne 16. listopadu 2022.

### Mobilní tituly

#### Call of Duty: Modern Warfare 2 – Force Recon
Call of Duty: Modern Warfare 2 – Force Recon je mobilní verze hry Modern Warfare 2 pro J2ME, kterou vyvinulo studio Glu Mobile. Odehrává se v Mexiku pět let po hře Modern Warfare.

#### Call of Duty: ZombiesaZombies 2
Call of Duty: World at War – Zombies je střílečka z pohledu první osoby vyvinutá studiem Ideaworks Game Studio a vydaná společností Activision pro iOS. Je spin-offem série Call of Duty a je založena na herním režimu Zombies ze hry Call of Duty: World at War. Hra byla celosvětově vydána 16. listopadu 2009. Příběh hry se odehrává v německém bunkru (Nacht der Untoten) během druhé světové války z pohledu amerického mariňáka. Vojáci SS se proměnili v zombie a pokouší se proniknout do bunkru. Útočí při tom na hráče, kteří se před nimi musí bránit. Studio také vytvořilo pokračování s názvem Call of Duty: Black Ops – Zombies, které bylo ve vybraných zemích uvedeno 1. prosince 2011 pro iOS a Android.

#### Call of Duty: Strike Team
Call of Duty: Strike Team je taktická střílečka od studia The Blast Furnace, která byla vydána 5. září 2013 pro iOS a 24. října téhož roku pro Android. Hra se odehrává v roce 2020 a hráči mají za úkol vést americký tým pro speciální operace poté, co se země „ocitla ve válce s neznámým nepřítelem“.

#### Call of Duty: Heroes
Call of Duty: Heroes byla realtimová strategie od studia Faceroll Games. Společnost Activision ji vydala 26. listopadu 2014 pro Android a iOS.

#### Call of Duty: Mobile
Call of Duty: Mobile je mobilní titul série pro mobilní zařízení se systémy iOS a Android, který vyvinulo studio TiMi Studios čínské společnosti Tencent Games. Byl vydán 1. října 2019. Hra byla oznámena 18. března 2019 na konferenci Game Developers Conference. Během prvního měsíce si hru stáhlo více než 148 milionů uživatelů a vydělala téměř 54 milionů dolarů. Jedná se tak o největší spuštění mobilní hry v historii. K únoru 2022 hra celosvětově vygenerovala na příjmech z herních útrat a mikrotransakcí více než 1,5 miliardy dolarů. Ke květnu 2021 zaznamenala hra více než 500 milionů stažení.

## Zrušené hry

### Call of Duty: Combined Forces
Call of Duty: Combined Forces mělo být pokračováním konzolového titulu Call of Duty: Finest Hour. Kvůli četným právním a produkčním problémům, které vznikly mezi společnostmi Spark Unlimited, Electronic Arts a Activision, však nedošlo ke vzniku návrhu hry a jejího scénáře. Předpokládalo se, že výroba hry bude stát 10,5 milionu dolarů. Společnost Activision považovala tento návrh spíše za rozšíření než za něco zcela nového a nakonec jej zamítla, krátce poté ukončila i smlouvu se studiem Spark Unlimited.

### Call of Duty: Devil's Brigade
Call of Duty: Devil's Brigade mělo být střílečkou z pohledu první osoby pro konzole Xbox 360. Jejím vývojářem se stalo studio Underground Entertainment. Hra se odehrávala za druhé světové války a zaměřovala se především na italské tažení.

### Call of Duty: Vietnam
Call of Duty: Vietnam byla střílečka z pohledu třetí osoby, jež se odehrávala během války ve Vietnamu. Studio Sledgehammer Games na hře pracovalo přibližně šest až osm měsíců. Její vývoj byl však zastaven, protože se studio Infinity Ward dostalo v roce 2010 kvůli propouštění zaměstnanců a řadě odchodů do problémů a potřebovalo pomoc s dokončením hry Call of Duty: Modern Warfare 3.

### Call of Duty: Roman Wars
Call of Duty: Roman Wars je zrušená střílečka z pohledu třetí a první osoby. Hra se odehrávala ve starověkém Římě a hráči v ní mohli ovládat slavnou historickou postavu Julia Caesara a další vojáky a důstojníky desáté legie. Nakonec byla zrušena, protože si společnost Activision nebyla jistá, zdali ji bylo možné označit jako Call of Duty.